# Maple
Maple — система компьютерной алгебры компании «Waterloo Maple», которая с 1988 года выпускает программные продукты, ориентированные на математические вычисления, визуализацию процессов и физическое моделирование систем.
Система Maple предназначена для символьных вычислений, хотя имеет ряд средств и для численного решения на квантовой физике, дифференциальных уравнений и нахождения интегралов. Обладает развитыми теоретически механическими средствами. Имеет собственный интерпретируемый язык программирования, синтаксисом частично напоминающий Паскаль.

## Основы языка Maple

### Стандартные математические функции
| Математическая запись                          | Запись в Maple |
| ---------------------------------------------- | -------------- |
| {\displaystyle e^{x}}                          | exp(x)         |
| {\displaystyle \ln x}                          | ln(x)          |
| {\displaystyle \lg x}                          | lg(x)          |
| {\displaystyle \log _{a}x}                     | log[a](x)      |
| {\displaystyle {\sqrt {x}}}                    | sqrt(x)        |
| {\displaystyle \|x\|}                          | abs(x)         |
| {\displaystyle \sin x}                         | sin(x)         |
| {\displaystyle \cos x}                         | cos(x)         |
| {\displaystyle \operatorname {tg} \,x}         | tan(x)         |
| {\displaystyle \operatorname {ctg} \,x}        | cot(x)         |
| {\displaystyle \sec x}                         | sec(x)         |
| {\displaystyle \csc x}                         | csc(x)         |
| {\displaystyle \arcsin x}                      | arcsin(x)      |
| {\displaystyle \arccos x}                      | arccos(x)      |
| {\displaystyle \operatorname {arctg} \,x}      | arctan(x)      |
| {\displaystyle \operatorname {arcctg} \,x}     | arccot(x)      |
| {\displaystyle \sinh x}                        | sinh(x)        |
| {\displaystyle \cosh x}                        | cosh(x)        |
| {\displaystyle \tanh x}                        | tanh(x)        |
| {\displaystyle \coth x}                        | coth(x)        |
| {\displaystyle \delta (x)} — функция Дирака    | Dirac(x)       |
| {\displaystyle \theta (x)} — функция Хевисайда | Heaviside(x)   |

### Тождественные преобразования и упрощение выражений
| Действие                                                                                | Пример кода                              |
| --------------------------------------------------------------------------------------- | ---------------------------------------- |
| Раскрытие скобок                                                                        | expand((x+1)*(x-1)*(x^2-x+1)*(x^2+x+1)); |
| Разложение многочлена на множители                                                      | factor(x^5-x^4-7*x^3+x^2+6*x);           |
| Упрощение выражений                                                                     | simplify(sin(x+y), trig);                |
| Объединить показатели степенных функций или понизить степень тригонометрических функций | combine(4*sin(x)^3, trig);               |

### Решение уравнений и неравенств
Для решения уравнений в Maple существует универсальная команда solve(eq, x), где eq — уравнение, x — переменная. Пример решения уравнения:
```
solve
(
a
*
x
^
2
 
+
 
b
*
x
 
+
 
c
 
=
 
0
,
 
x
);

```

Пример решения неравенства:
```
solve
(
5
*
x
 
>
 
2
*
x
 
-
 
1
,
 
x
);

```

Для численного решения уравнения есть функция fsolve(eq, x). Пример:
```
fsolve
(
x
^
5
 
-
 
4
*
x
 
+
 
2
 
=
 
0
,
 
x
);

```

### Построение графиков функций
Для построения графиков функции {\displaystyle f(x)} используется команда plot(f(x), x=a..b, y=c..d, p), где p — параметры управления изображением. Пример:
```
plot
(
x
^
2
,
 
x
 
=
 
-
5..5
,
 
color
=
"red"
);

```

График функции {\displaystyle f(x,y)} можно построить с помощью команды plot3d(f(x, y), x = a..b, y = c..d, p), где p — параметры управления изображением. Пример:
```
plot3d
(
sin
(
x
)
+
sin
(
y
),
 
x
 
=
 
-
5
 
..
 
5
,
 
y
 
=
 
-
5
 
..
 
5
);

```

## Пример кода

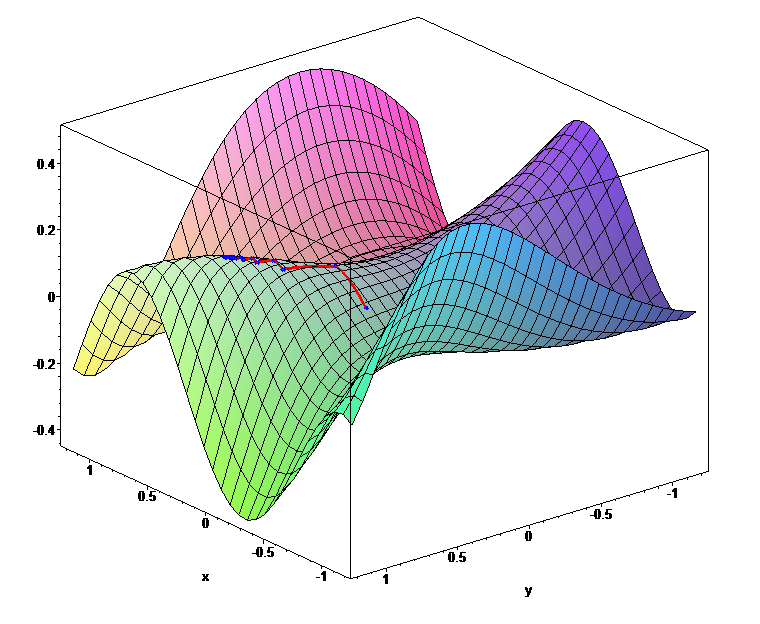
Пример трехмерного графика, созданного в Maple

Следующий код вычисляет решение линейного дифференциального уравнения {\displaystyle {\frac {d^{2}y}{dx^{2}}}-3y(x)=x} с начальными условиями {\displaystyle y(0)=0,\quad \left.{\frac {dy}{dx}}\right|_{x=0}=2}:
```
dsolve
({
diff
(
y
(
x
),
 
x
,
 
x
)
 
-
 
3
*
y
(
x
)
 
=
 
x
,
 
y
(
0
)=
0
,
 
D
(
y
)(
0
)=
2
},
 
y
(
x
));

```

## Версии
- Maple 2020.0: 12 марта 2020
- Maple 2019.0: 14 марта 2019
- Maple 2018 21 марта 2018
- Maple 2017.3 3 октября 2017
- Maple 2017.2 2 августа 2017
- Maple 2017.1 28 июня 2017
- Maple 2017 25 мая 2017
- Maple 2016.1a 27 апреля 2016
- Maple 2016.1 20 апреля 2016
- Maple 2016 2 марта 2016
- Maple 2015.1 ноябрь 2015
- Maple 2015 5 марта 2015
- Maple 18.02 ноябрь 2014
- Maple 18.01a июль 2014
- Maple 18.01 май 2014
- Maple 18 7 марта 2014
- Maple 17.01 июль 2013
- Maple 17 13 марта 2013
- Maple 16.01 16 мая 2012
- Maple 16 28 марта 2012
- Maple 15.01 21 июня 2011
- Maple 15 13 апреля 2011
- Maple 14.01 28 октября 2010
- Maple 14 апрель 2010
- Maple 13.02 октябрь 2009
- Maple 13.01 июль 2009
- Maple 13 24 апреля 2009
- Maple 12.02 декабрь 2008
- Maple 12.01 октябрь 2008
- Maple 12 13 мая 2008
- Maple 11.02 10 ноября 2007
- Maple 11.01 6 июля, 2007
- Maple 11: 21 февраля, 2007
- Maple 10: 10 мая, 2005
- Maple 9.5: 15 апреля, 2004
- Maple 9: 30 июня, 2003
- Maple 8: 16 апреля, 2002
- Maple 7: 1 июля, 2001
- Maple 6: 6 декабря, 1999
- Maple V R5: 1 ноября, 1997
- Maple V R4: январь 1996
- Maple V R3: 15 марта, 1994
- Maple V R2: ноябрь 1992
- Maple V: август 1990
- Maple 4.3: март 1989
- Maple 4.2: декабрь 1987
- Maple 4.1: май 1987
- Maple 4.0: апрель 1986
- Maple 3.3: март 1985 (Первая широко доступная версия)
- Maple 3.2: апрель 1984
- Maple 3.1: октябрь 1983
- Maple 3.0: май 1983
- Maple 2.2: декабрь 1982
- Maple 2.15: август 1982
- Maple 2.1: июнь 1982
- Maple 2.0: май 1982
- Maple 1.1: январь 1982
- Maple 1.0: январь 1982

## Доступность
«Waterloo Maple» продаёт как студенческую, академическую и профессиональную версии Maple по цене, соответственно, 149, 1295 и 2990 $. Доступна версия для персонального использования по цене 295 $, лицензионное соглашение которой не подразумевает применения системы в коммерческих, научных и учебных целях.
Студенческие версии, начиная с шестой, не имели вычислительных ограничений, но поставлялись с меньшим объёмом печатной документации. Так же различаются студенческая и профессиональная версии пакета Mathematica.